# Jicchak Kanev

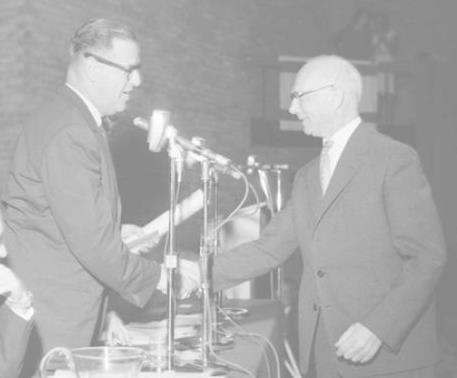
Jicchak Kanev (vpravo) přijímá cenu v roce 1962.

Jicchak Kanev (hebrejsky יצחק קנב‎, rodným jménem Jicchak Kanievskij, יצחק קניבסקי‎;‎ 22. dubna 1896 – 8. května 1980) byl sionistický aktivista, izraelský politik a poslanec Knesetu za stranu Mapaj.

## Biografie
Narodil se ve městě Melitopol v tehdejší Ruské říši (dnes Ukrajina). Vystudoval přírodní vědy a ekonomii na univerzitě na Krymu, sociální vědy na Londýnské univerzitě a Vídeňské univerzitě a absolvoval právní a ekonomickou školu v Tel Avivu. V roce 1919 přesídlil do dnešního Izraele.

## Politická dráha
V roce 1917 byl aktivní v židovských obranných organizacích v Rusku. Patřil mezi zakladatele sionistického hnutí he-Chaluc v Rusku. Byl delegátem na sjezdu hnutí Ce'irej Cijon a na sjezdu hnutí Všeobecní sionisté. Patřil mezi zakladatele pracovních odddílů Gdud ha-avoda, účastnil se obrany osady Tel Chaj a byl raněn v bitvě. V roce 1923 patřil mezi předáky zdravotní pojišťovny Kupat cholim Klalit napojené na odborovou centrálu Histadrut. V roce 1947 založil a pak vedl Institut pro sociální výzkum, podílel se na vzniku systému sociálního pojištění v Izraeli.
V izraelském parlamentu zasedl po volbách v roce 1949, kdy kandidoval za Mapaj. Mandát ale získal až dodatečně, v dubnu 1950, po smrti dosavadního poslance Avrahama Taviva.